# أنور غني الموسوي
أنور غني الموسوي طبيب وشاعر وباحث اسلامي عراقي. أسمه الكامل أنور غني جابر الموسوي الحلي، ولد في 29 ذي الحجة 1392 هجري (1973 م) في بابل. درس الطب والفقه في النجف، يكتب باللغتين العربية والانجليزية، له مؤلفات منشورة الكترونيا وبعضها ورقي، وله بحوث طبية منشورة في المجلات العلمية المحكمة.
يعتمد منهج عرض الحديث على القرآن في المعرفة الشرعية واصول الفقه التصديقية. ظهر اسمه في أكثر من خمسين مجلة أدبية وله مختارات شعرية نشرت في الولايات المتحدة الأمريكية والمملكة المتحدة وآسيا، وهو طبيب استشاري أمراض الكلى. يلقبه شعراء عراقيون بـ (المعلم). ووصفته الناقدة الهندية براغيا سومان بـ (الشاعر الأسطورة)، ووصفته الشاعرة الهندية جوترمايا ثاكور بـ (شاعر القرن)، ويلقبه الشاعر العراقي كريم عبد الله بالـ (شاعر العظيم). درس علوم الحوزة العلمية والتحق في البحث الخارجي في سنة 2007 م، له الكثير من المؤلفات الفقهية والاصولية في علم الحديث ونال إجازة برواية الحديث في 2018. في 2015 اسس مجموعة تجديد لقصيدة النثر المكتوبة بالسرد التعبيري مع مجلة تجديد وجائزة تجديد السنوية. ألف الجزء الخامس من كتابه التعبير الادبي في 2016 ثم بدأ يكتب باللغة الإنجليزية. انتقل أنور غني إلى الكتابة باللغة الإنجليزية بالكلية وترك الكتابة العربية في الادب في عام 2017، نال ورشح إلى سبعة جوائز عالمية، أهمها أفضل شاعر من قبل اتحاد امم العالم من كازاخستان. في 2019 اصدر كتابه الحادي عشر باللغة الإنجليزية موزاييكد بويم وهو الكتاب الحادي والثمانون من تأليفه ونال جائزة روك ببلز من الهند.

## حياته
ولد أنور غني الموسوي في قرية (القصر) من قرى قضاء الدبلة في مدينة الحلة في محافظة بابل، جنوب بغداد عاصمة العراق بتأريخ 7-2-1973 وهو الابن الثاني من خمسة أبناء للسيد غني ال مجيد، انتقل والده إلى بغداد وسكن مدينة الثورة بسبب الوظيفة حيث عمل في سلك الشرطة في الستينيات من القران الماضي، نوري وفي منتصف السبعينيات التحقت العائلة به. في عام 1982 استشهد والده في الحرب العراقية الايرانية، انتقل أنور غني في المرحلة الابتدائية برفقة عائلته إلى الحلة عام 1984وسكنوا حي الويسية في مركز الحلة.
بدأت النزعة الأدبية وحب اللغة العربية والقران الكريم في المرحلة المتوسطة، فجمع انورغني كل ما يستطيع من تفاسير القران التي تعطى في المدرسة حيث ان التفسير كان يترك للطلبة ولا يسترجع كباقي الكتب، ونقل الكثير من الابيات الشعرية من كتب اللغة العربية حتى ألف كتاباً مخطوطاً بابيات الحكمة اسماه (كتاب الحكمة) في عام 1989.
وفي سنة 1988 بدأ أنور غني بكتابة الشعر وكان في الرابع الاعدادي حيث كتب العمودي الموزون والمقفى، وقدمه الاستاذ جبار الكوازالى اتحاد الادباء كشاعر شاب في عام 1993 بقصائد من العمودي لقيت استحسان الحضور. جمع مكتبة كبيرة خاصة بكتب الادب والفلسفة تجاوزت خمسمئة كتاب كان قد قرأ الكثير منها ما بين 1992-1999.
التحق أنور غني في عام 1991 بكلية الطب جامعة الأنبار سنة اولى ثم انتقل إلى جامعة الكوفة وانهى دراسته فيها عام 1997، وعمل كطبيب في الحلة. في عام 1997 بدأ يكتب قصيدة النثر، ولم يكتب قصيدة التفعلية ولا القصيدة الحرة، وانما منذ البداية كتب قصيدة النثر السردية بالجمل والفقرات ونشر نصوصا في جريدة الجمهورية، و كتب رسالة في (نظرية المعرفة القرانية). خلال هذه الفترة كتب أنور غني قصيدته الطويلة (الموت والحياة) التي تقع في اربعين صفحة واجرى عليها تعديلات فكانت لها ثلاث مسودات الأولى عام 1999 والثانية 2001 والثالثة 2003 متأثرا حينها بالسريالية والتعبيرية.
بعدها انقطع أنور غني عن الكتابة ثم التحق بالدراسات العليا وحصل على شهادة البورد العراقي في الطب عام 2004 . أخذ انورغني دروس في مقدمات الفقه في الحلة، ثم التحق بحوزة النجف الاشرف عام 2004، وسكن في النجف وفي عام 2006 دخل بحث خارج عند السيد علي السبوزاري، بعدها في عام 2007 سافر إلى الهند لاجل دراسة زرع الكلية لشهرين، وعاد إلى العراق. وفي عام 2010 عاد إلى مدينة الحلة واكمل دراسته الدينية الحوزوية على افتراضيا والتي افتى بعض الفقهاء المعاصرين وهو الشيخ الفياض حينها بكفاية هذه الدراسة لطالب العلم.
اهتم أنورغني في دراسته الدينية بعلم الحديث واهل الحديث، واهتم بدراسة أصول الفقه وألف خمسة كتب نشر بعضها الكترونيا ومنها (جوهر الاصول) وهو مؤلف كامل في علم الاصول وفي جميع مباحثه من اوله إلى اخره وبشكل مختصر. وعمل ملخصات لاهم كتب الاستدلال، كمستمسك العروة الوثقى، والحدائق وألف مؤلفاً استدلالياً في أهم المسائل بذكر مختصر للادلة ولا يزال مخطوطاً. أعتمد فيه على المنهج السندي الذي اسسه ابن طاووس والعلامة الحلي، والف كتابين على فقه الالفية والمعتبرمن احاديث الكافي وكنز الابرار.
أنشأ موقع (احياء علوم الحديث) وبدأ في عام 2015 بتحقيق الاخبار وفق منهج العرض على القرآن والسنة ونشرالجزء الأول من كتابه (معرفة الحديث) وفق منهج العرض. في عام 2014 عاود انورغني نشاطه الادبي وعمل مجلتين الأولى مجلة (الأدب العربي المعاصر) وهي مجلة ادبية عامة، والثانية مجلة (تجديد) مختصة بقصيدة النثر. وأنشأ مع جماعة من الشعراء مجموعة (تجديد) الادبية التي تتبنى كتابة القصيدة السردية التعبيرية، المكتوبة بالجمل والفقرات، بشكل افقي كما يكتب النثر، بدل التشطير والعمودية المعهودة للقصيدة الحرة. وأنشأوا جائزة (القصيدة الجديدة) السنوية لشاعرالعام المتميز في كتابة قصيدة النثر بشكلها النموذجي السردي الافقي والتي تكون بشكل (كتاب نقدي عن الشاعر) وكان الفائز لعام 2015 هو الشاعر الفلسطيني فريد غانم ولعام 2016 الشاعر كريم عبد الله وفي عام 2017 الشاعرعادل قاسم.
في عام 2014 اصدر مجموعته الشعرية لغات (1) الكترونيا، ثم لغات (2) في 2015، ثم لغات (3) في نهاية 2015، ثم لغات (4) في نهاية 2016. في 2015 اكمل ترجمة ملحمة جلجامش عن اللغة الإنكليزية نسخة اندرو جورج والتي تعد أهم نسخة عالمية للملحمة حاليا ونشر أيضا كتاب (ترجمات ادبية) لمجموعة من النصوص والمقالات.
في نهاية عام 2016 اصدر كتابه (صحيح الاسناد) الذي يشتمل على أكثر من ثمانية الف حديث صحيح السند وهو مؤلف على طريقة أهل الاسناد، الا ان المذهب الحالي له هو طريقة أهل الحديث والتسليم وسيكمل كتابه المهم جدا (حقيق السنة) المشتمل على الاحاديث النقية من جميع كتب الحديث الإسلامي.
في بداية عام 2017 ظهر اسمه في المجلات المكتوبة باللغة الإنكليزية مثل اوتولثز (Otoliths) والجبرا اوف أول (Algebra of Owls) وفويس بروجكت (Voice Project) إضافة إلى مجلتي تجديد وأركس. وبدأ في بداية 2017 بكتبة القصيدة الفسيفسائية واصدر مجموعتين باللغة الانجيزية الأولى موزاييك والثانية تسللشن. والقصيدة الفسيفسائية قصيدة تتكون من مجموعة قصائد تحتوي على عنوان رئيسي وعناوين فرعية تكون القصائد الفرعية مختلفة في الموضوع والفكرة إلا أنها تشير وتدلل على القضية الموحدة للقصيدة فتكون القصائد مرايا لبعض من حيث العمق لا السطح.
بدأ انورغني بالعمل على الفن الإلكتروني التعبيري وعمل مجموعة من الأعمال الالكترونية التعبيرية في 2018، عمل على محاكاة الصورة بالقصيدة واصدر في هذه السنة مجموعته الشعرية موزاييكد بوم (قصائد فسيفسائية) واصدر أعماله الشعرية الكاملة من دار كتابنا في مصر. انقطع اخيراً إلى دراسة علم الحديث والتاليف فيه ويعتمد على منهج عرض الاحاديث على القران والسنة من دون اعتبار بالسند وهو الآن عاكف على مؤلف جامع لجميع الاحاديث من جميع الكتب في مشروعه إسلام عابر للمذاهب. في نهاية 2018 عمل أنور غني على تاسيس مجموعة (القصيدة الفسيفسائية) باللغة الإنجليزية مع مجلة خاصة بذلك.

## التعليم
- بكلوريوس طب وجراحة عامة، جامعة الكوفة 1997.
- شهاد البورد العراقي في الطب الباطني، بغداد 2005.
- مقدمات الفقه والاصول الحلة والنجف، 2003- 2005.
- تدريب على زرع الكلى، الهند 2007.
- بحث خارج عند السيد السبزواري، النجف 2005-2007.
- اجازة برواية الحديث في 2018.[1]

## العضويات والمشاركات
رئيس تحرير خمسة مجلات إلكترونية وهي:
- (تجديد) المختصة بالسرد التعبيري مجلة وتصدر سنويا بشكل ورقي.
- (أقواس الشعر) المختصة بالسرد التعبيري وتصدر فصليا.
- (الأدب المعاصر) المتخصصة بالأدب العربي المعاصر وتصدر فصليا.
- (Arcs) وتعنى بقصيدة النثر باللغة الإنكليزية.
- (Transfigurstion) وتعنى بالادب المعاصر باللغة الإنكليزية.[1]

## جوائز وترشيحات
- جائزة روك ببلز العالمية للادب في الهند.
- جائزة امتياز من يوناتيد سبرت اوف رايترز، الهند.
- جائزة انر جايلد برس، الولايات المتحدة.
- جائزة ياسرعرفات العالمية للادب، فلسطين.
- ترشيح انورغني إلى جائزة البوشكارت 2019 من قبل انر جايلد برس.[1]

## النتاج الأدبي
| العنوان                                                          | الناشر          | السنة   | الرقم الدولي         |
| ---------------------------------------------------------------- | --------------- | ------- | -------------------- |
| ملحمة جلجامش                                                     | دار أقواس       | 2020    | (ردمك 0141026286)    |
| أنور غني الموسوي، الأعمال الشعرية العربية الكاملة                | دار تجديد       | 2018    | (ردمك 9781386371540) |
| أنطولوجيا السرد التعبيري 3: نصوص مجموعة السرد التعبيري لسنة 2018 | دار أقواس       | 2018    |                      |
| جماليات ما بعد الحداثة                                           | دار أقواس       | 2020    |                      |
| تعبيرات                                                          | دار أقواس       | 2020    |                      |
| السرد التعبيري العربي                                            | دار أقواس       | 2020    |                      |
| تلخيص مقدمة الموضوعات                                            | دار أقواس       | 2020    |                      |
| مقالات الحشوية                                                   | دار أقواس       | 2020    |                      |
| قانون الجمال                                                     | دار أقواس       | 2021    |                      |
| تلخيص أحوال الأخبار                                              | دار أقواس       | 2020    |                      |
| سيد الحرية الحمراء                                               | دار أقواس       | 2021    |                      |
| كُتاب قصيدة النثر ج1                                              | لا يوجد         | لا يوجد |                      |
| التجريدية في الكتابة                                             | لا يوجد         | 2016    |                      |
| التعبير الأدبي ج1                                                | نسخة اليكترونية | 2015    |                      |
| التعبير الأدبي ج2                                                | نسخة اليكترونية | 2016    |                      |
| التعبير الأدبي ج3                                                | نسخة اليكترونية | 2016    |                      |
| التعبير الأدبي ج4                                                | نسخة اليكترونية | لا يوجد |                      |
| التعبير الأدبي ج5                                                | نسخة اليكترونية | 2018    | (ردمك 9781386516392) |
| تلخيص مقدمة الموضوعات                                            | دار أقواس       | 2020    |                      |
| عالم الأنوار ج1: الجامع لأحاديث الأطهار                          | دار أقواس       | 2018    |                      |
| عالم الأنوار ج3: الجامع لأحاديث الأطهار                          | لا يوجد         | 2018    |                      |
| تلخيص موجز البلاغة                                               | دار أقواس       | 2020    |                      |
| صحيح مسند اهل البيت                                              | دار أقواس       | 2021    |                      |
| تلخيص موضوعات القرآن                                             | دار أقواس       | 2020    |                      |
| صحيح بحار الانوار ج1                                             | دار أقواس       | 2020    |                      |
| صحيح بحار الانوار ج2                                             | دار أقواس       | 2020    |                      |
| صحيح بحار الأنوار ج3                                             | دار أقواس       | 2020    |                      |
| جواز السجود على السجاد                                           | دار أقواس       | 2021    |                      |
| الفصول البهية من السيرة النبوية                                  | دار أقواس       | 2019    |                      |
| المُحكم في الدّعاء                                                 | دار أقواس       | 2020    |                      |
| صحيح سنن البيهقي                                                 | دار أقواس       | 2020    |                      |
| منتهى البيان في نفي تحريف القرآن                                 | دار أقواس       | 2020    |                      |
| عامية الفقه الأسس العلمية لبيان عامية فقه الشريعة                | دار أقواس       | 2020    |                      |
| الصحيح والمعتل من أخبار بداية النسل                              | دار أقواس       | 2020    |                      |
| تصحيح ميزان التصحيح                                              | دار أقواس       | 2020    |                      |
| صحيح مسند احمد                                                   | دار أقواس       | 2020    |                      |
| اجماع الطائفة على اسلام الفرق المخالفة                           | دار أقواس       | 2020    |                      |
| جوهرة الأصول                                                     | دار أقواس       | 2020    |                      |
| المنتظم بتلخيص احكام المحكم                                      | دار أقواس       | 2020    |                      |
| شروط المعرفة الجديدة                                             | دار أقواس       | 2020    |                      |
| الغنية في جواز حلق اللحية                                        | دار أقواس       | 2021    |                      |
| العبارات القرآنية                                                | دار أقواس       | 2021    |                      |
| اعتقاد الشيعة في الصحابة                                         | دار أقواس       | 2021    |                      |
| الشهادة الحسينية وابطال التقية                                   | دار أقواس       | 2021    |                      |
| أحكام الفيسبوك والانترنيت                                        | دار أقواس       | 2021    |                      |
| الحديث القرآني                                                   | دار أقواس       | 2021    |                      |
| الشرك                                                            | دار أقواس       | 2021    |                      |
| الشواهد الكافية على الامامة السامية                              | دار أقواس       | 2021    |                      |
| مراجعات شيعية بأنوار قرآنية                                      | دار أقواس       | 2021    |                      |
| اعتقادنا في المهاجرين والانصار                                   | دار أقواس       | 2021    |                      |
| منتهى البيان في عرض الحديث على القرآن                            | دار أقواس       | 2021    |                      |
| دعوة إلى كتاب موحّد للسنّة                                         | دار أقواس       | 2021    |                      |
| أحكام التقليد من القرآن                                          | دار أقواس       | 2021    |                      |
| الأصول القرآنية للنهضة الحسينية                                  | دار أقواس       | 2021    |                      |
| نور القران                                                       | دار أقواس       | 2021    |                      |
| بطلان نكاح المتعة                                                | دار أقواس       | 2021    |                      |